# STARDOM 5★STAR GP
5★STAR GP（ファイブ★スター・グランプリ）は、スターダム主催により開催されている、女子プロレスのシングルマッチによるリーグ戦。2012年に第1回開催。
公式戦は15分1本勝負（2020と2021は20分1本勝負）。勝ち2、引分1、負け0の得点制で、ブロック最高得点者が優勝決定戦に進出。最高得点者が複数出た場合は、直接対決の結果が反映される。優勝決定戦は無制限1本勝負（2020までは30分1本勝負）。
優勝者にはウィナーズガウン、王冠、優勝トロフィー、羽子板が、準優勝者にもトロフィーが贈呈される。特典として明記はされていないが、優勝者はワールド・オブ・スターダム王座（赤いベルト）に挑戦することが多い。

## 5★STAR GP 2012
参加12名
レッドスターズ
- 高橋奈苗 7点
- 愛川ゆず季 7点 ※優勝
- 世IV虎 6点
- 紫雷イオ 5点
- 安川惡斗 2点
- 夕陽 3点

直接対決の結果により愛川が優勝決定戦進出。
ブルースターズ
- 夏樹☆たいよう 7点
- 宝城カイリ 1点
- 脇澤美穂 6点
- 木村響子 7点 ※準優勝
- 鹿島沙希 3点
- ダーク・エンジェル 6点

直接対決の結果により木村が優勝決定戦進出。
内容
5月30日に「スターダム版G1」と銘打って開催を発表。8月19日新木場大会で公式戦が開幕し、9月30日新木場大会夜の部で優勝決定戦となる。
それまで実績から奈苗、愛川、美闘陽子、夏樹、世IV虎、惡斗、木村それにエンジェルの8人がシードされ、残り4枠を7月22日新木場大会での9人出場「スターダム・ランブル」（時間差負け残りバトルロイヤル）で決定し、夕陽、鹿島、脇澤、イオの4人が出場権を獲得。なお、美闘は頸椎ヘルニアで欠場に入ったため棄権となり、代わりに美闘と同じ「全力女子」の宝城が直訴してエントリーされた。
レッドスターズは9月30日昼の部で愛川が優勝決定戦進出を決めた が、ブルースターズは同日夜の部第1試合の木村VS鹿島に委ねられ、これに勝利した木村が進出し、同興行のメインとなった優勝決定戦で勝利した愛川がスターダム初のシングルリーグ戦優勝となった。
各賞
- 優勝：愛川ゆず季
- 準優勝：木村響子
- 敢闘賞：世IV虎
- 技能賞：夏樹☆たいよう
- 殊勲賞：安川惡斗
- 大会ベストマッチ賞：愛川ゆず季vs.高橋奈苗（9月17日新木場大会）

## 5★STAR GP 2013
参加12名
レッドスターズ
- 紫雷イオ（第3代ワールド王者） 7点
- 米山香織（第6代ハイスピード王者） 4点
- 宝城カイリ 4点
- 彩羽匠 4点
- ダーク・エンジェル（第2代ワンダー王者） 4点
- アルファ・フィーメル（第2代ワールド王者） 7点 ※準優勝

直接対決の結果によりアルファが優勝決定戦進出。
ブルースターズ
- 高橋奈苗（初代ワールド王者） 7点※優勝
- 夏樹☆たいよう（第5代ハイスピード王者） 5点
- 世IV虎（2011新人王） 5点
- 夕陽（2012新人王） 5点
- 木村響子（前回準優勝） 6点
- 安川惡斗 2点

内容
8月25日新木場大会で開幕、9月23日後楽園ホール大会で最終戦が行われた。
出場者は歴代シングル王者・新人王8人をシードし、残る4枠を7月21日新木場大会での「出場選抜決定戦」として9人で争う予定だった が、7月7日新木場大会で木村が前回準優勝（優勝者愛川引退のための繰上げ）として本戦からの出場を要求したため、シードに加わり、さらに負傷者も続出したため残る3枠を6人で争い、宝城、惡斗、彩羽が出場権を手にした。
今大会も優勝争いは両グループとも最終戦まで縺れ、レッドスターズは直接対決を制したアルファが進出、優勝決定戦では奈苗がそれに勝利して第2回優勝を果たした。
各賞
- 優勝：高橋奈苗
- 準優勝：アルファ・フィーメル
- 敢闘賞：木村響子
- 技能賞：紫雷イオ
- 殊勲賞：夕陽
- ベストバウト賞：高橋奈苗vs.夏樹☆たいよう（9月23日後楽園大会）

## 5★STAR GP 2014
参加12名
レッドスターズ
- 紫雷イオ（3年連続3回目） 6点 ※優勝
- 高橋奈苗（3年連続3回目） 6点
- 宝城カイリ（3年連続3回目） 5点
- 米山香織（2年連続2回目） 5点
- メリッサ（初出場） 5点
- スター・ファイヤー（WWS・初出場） 3点

直接対決の結果、イオが優勝決定戦進出。
ブルースターズ
- 世IV虎（3年連続3回目） 7点 ※準優勝
- 岩谷麻優（初出場） 6点
- 彩羽匠（2年連続2回目） 5点
- コグマ（初出場） 2点
- 木村響子（3年連続3回目） 6点
- DASH・チサコ（仙女・初出場） 4点

内容
8月24日新木場で開幕、9月23日後楽園で最終戦。
前回出場者を8人シードし、加えていずれもイオの赤いベルトに挑戦したメリッサ、ファイヤーの外国人2名をエントリー。残り2枠を7月20日の新木場大会にて5人（当初は6人の予定だった）参加の出場決定ランブルで岩谷とコグマが出場権を獲得。なお、当初はアルファ・フィーメルがシードされていたが、滞在期間満了で帰国したため、チサコにエントリー変更された。木村は7月まで行われていたプロレスリングWAVE主催「Catch the WAVE」にも出場しており、史上初となる同一年度における両リーグ戦出場を果たした（同大会にはスターダム旗揚げ前にイオが出場経験有）。
今大会は出場全選手に脇澤美穂、はづき蓮王、愛星ゆうなの3選手を加えた15選手が各自のTwitterによるフォロワー数（8月31日午後1時の時点のフォロワー数から9月23日の午後0時まで）を競う「裏5★STAR GP2014」を併せて開催する。
優勝決定戦は現赤いベルト保持者世IV虎と前保持者イオの対決となり、イオが勝利して優勝。なお、イオは赤いベルトではなく世IV虎と組んでのタッグベルト挑戦を表明した。
各賞
- 優勝：紫雷イオ
- 準優勝：世IV虎
- 敢闘賞：コグマ
- 技能賞：メリッサ
- 殊勲賞：岩谷麻優
- ベストマッチ賞：高橋奈苗vs.宝城カイリ（8月24日新木場大会）

裏5★STAR GP
- 1位：愛星ゆうな
- 2位：コグマ
- 3位：メリッサ
- 4位：はづき蓮王
- 5位：宝城カイリ

## 5★STAR GP 2015
参加12名
レッドスターズ
- 宝城カイリ（4年連続4度目） 7点 ※優勝
- チェルシー（初出場） 4点
- KAORU（マーベラス・初出場） 7点
- 加藤悠（初出場） 0点
- スター・ファイヤー（メキシコ代表・2年連続2度目） 5点
- クイーン・マヤ（イタリア代表・初出場） 7点

ブルースターズ
- 紫雷イオ（4年連続4度目） 7点
- 岩谷麻優（2年連続2度目） 5点
- クリス・ウルフ（初出場） 0点
- 米山香織（3年連続3度目） 5点
- ハドソン・インヴィ（アメリカ代表・初出場） 8点 ※準優勝
- ラ・ロサ・ネグラ（プエルトリコ代表・初出場） 5点

内容
8月23日後楽園で開幕、9月23日後楽園で最終戦。
当初ははづき蓮王がエントリーしていたが、家庭の事情で欠場に入ったため、急遽代役として元所属ながらレギュラー参戦中の加藤をエントリー。来日外国人4人がエントリーする一方、所属は5人と半分以下になった。
開幕戦はレッド・ブルーそれぞれ宝城 vs チェルシー、イオ vs 岩谷のパートナー対決が組まれた。
クリスは2試合目のイオ戦で脳震盪を起こし欠場に入ったため残り3試合が不戦敗となった。
最終戦ではスターダムUSAコミッショナーに就任したWWE殿堂者のメドゥーサが来日して立会人。
各賞
- 優勝：宝城カイリ
- 準優勝：ハドソン・インヴィ
- 敢闘賞：クイーン・マヤ
- 技能賞：ロサ・ネグラ
- ベストマッチ賞：紫雷イオvs.岩谷麻優（8月23日後楽園大会）

## 5★STAR GP 2016
参加14名
レッドスターズ
- 紫雷イオ（5年連続5度目） 9点
- 宝城カイリ（5年連続5度目） 6点
- 渡辺桃（初出場） 8点
- ジャングル叫女（初出場） 4点
- クリス・ウルフ（2年連続2度目） 1点
- テッサ・ブランチャード（初出場） 10点 ※準優勝
- コートニー・スチュアート（初出場） 4点

ブルースターズ
- 岩谷麻優（3年連続3度目） 8点
- 美闘陽子（初出場） 9点 ※優勝
- 美邑弘海（初出場） 0点
- 万喜なつみ（初出場） 2点
- トニー・ストーム（初出場） 8点
- ケイ・リー・レイ（初出場） 9点
- ブルー・ニキータ（初出場） 6点

直接対決の結果により美闘が優勝決定戦進出。
内容
8月21日新木場で開幕、9月22日後楽園で優勝戦。出場者はまず12人が発表され、残る2枠は7月31日新木場大会での4人参加の時間差バトルロイヤルにより争われ美邑と万喜が出場権獲得。
レッドスターズには当初イヴェリースがエントリーされていたが、来日拒否のため代役としてクリスがエントリー。
レッドスターズはカイリがイオ戦で脳震盪のため残り3試合不戦敗で連覇が消滅。コートニーも家族の不幸で帰国したためイオ戦は不戦敗となった。
優勝決定戦にはともに初出場となるブランチャードと美闘が進出し、これを制した美闘が初優勝。

## 5★STAR GP 2017
参加16名
レッドスターズ
- 岩谷麻優（4年連続4度目） 10点
- 美闘陽子（2年連続2度目） 10点 ※準優勝
- 美邑弘海（2年連続2度目） 4点
- 花月（初出場） 10点
- 木村花（初出場） 8点
- バイパー（初出場） 10点
- クリス・ウルフ（3年連続3度目） 2点
- ザイヤ・ブルックサイド（初出場） 2点

ブルースターズ
- 紫雷イオ（6年連続6度目） 10点
- HZK（初出場） 7点
- ジャングル叫女（2年連続2度目） 8点
- 小波（初出場） 2点
- 中野たむ（初出場） 2点
- トニー・ストーム（2年連続2度目） 11点 ※優勝
- ケイ・リー・レイ（2年連続2度目） 8点
- マンディ・レオン（初出場） 8点

内容
8月19日新木場で開幕、10月1日新木場で優勝戦

## 5★STAR GP 2018
参加16名
レッドスターズ
- 花月（2年連続2度目） 9点
- ジャングル叫女（3年連続3度目） 8点
- 小波（2年連続2度目） 6点
- 中野たむ（2年連続2度目）4点
- 刀羅ナツコ（初出場） 4点
- レイチェル・エラリング（初出場）9点
- キンバ・リ―（初出場） 6点
- 林下詩美（初出場） 10点 ※準優勝

ブルースターズ
- 岩谷麻優（5年連続5度目） 9点 ※優勝
- 鹿島沙希（6年ぶり2度目の出場）4点
- 渡辺桃（2年ぶり2度目） 8点
- 葉月（2年連続2度目） 9点
- 夏すみれ（初出場） 4点
- ケリー・クライン（初出場） 8点
- ニコル・サボイ（初出場） 8点
- ジェミー・ヘーター（初出場） 6点

内容
8月18日新木場で開幕、9月24日後楽園ホールで優勝戦

## 5★STAR GP 2019
参加18名
レッドスターズ
- 岩谷麻優（6年連続6度目の出場）8点
- 渡辺桃（2年連続3度目の出場）10点
- 木村花（2年ぶり2度目の出場）10点 ※優勝
- 葉月（3年連続3度目の出場）8点
- 中野たむ（3年連続3度目の出場）10点
- 鹿島沙希（2年連続3度目の出場）6点
- 夏すみれ（2年連続2度目の出場）4点
- AZM（初出場） 8点
- エバリー（初出場） 8点

ブルースターズ
- 花月（3年連続3度目の出場）9点
- 小波（3年連続3度目の出場）11点 ※準優勝
- 星輝ありさ（初出場） 9点
- アンドラス宮城（初出場） 7点
- 林下詩美（2年連続2度目の出場） 6点
- ジャングル叫女（4年連続4度目の出場） 6点
- 刀羅ナツコ（2年連続2度目の出場） 4点
- ビー・プレストリー（初出場） 10点
- ジェイミー・ヘイター（2年連続2度目の出場）10点

内容
8月17日新木場で開幕、9月22日後楽園ホールで優勝戦
レッドスターズは残り1試合組のうち8点が5名も残る大混戦となったが最終戦でそのうちの3名である渡辺桃、木村花、中野たむの3名が勝つも公式戦での直接対決で渡辺と中野を降した木村がレッドスターズ代表となった。
ブルースターズは林下詩美が9月7日の試合後に右手小指骨折が判明し残り試合を欠場、ジャングル叫女も9月14日の試合中の右肩鎖関節脱臼で残り試合を欠場したが、その中で小波が最終戦前にブルースターズ代表となった。
優勝決定戦はレッドスターズ公式戦からの連戦になった木村が小波の猛攻を喰い止めつつハイドレンジアで初優勝を飾った。
各賞
- 優勝：木村花
- 準優勝：小波
- 敢闘賞：ジェイミー・ヘイター
- 技能賞：AZM
- 殊勲賞：中野たむ
- ベストマッチ賞：花月vsジャングル叫女（9月8日新木場大会）

## 5★STAR GP 2020
参加16名
レッドスターズ
- 岩谷麻優（7年連続7度目の出場） 10点
- ジュリア（初出場） 8点
- 中野たむ（4年連続4度目の出場） 8点
- 小波（4年連続4度目の出場） 8点
- スターライト・キッド（初出場） 2点
- 上谷沙弥（初出場） 5点
- DEATH山さん。（初出場） 4点
- ひめか（初出場） 11点 ※準優勝

ブルースターズ
- 渡辺桃（3年連続4度目の出場） 8点
- 林下詩美（3年連続3度目の出場） 10点 ※優勝
- ジャングル叫女（5年連続5度目の出場） 7点
- AZM（2年連続2度目の出場） 6点
- 刀羅ナツコ（3年連続3度目の出場） 6点
- 朱里（初出場） 9点
- 舞華（初出場） 8点
- 飯田沙耶（初出場）  2点

内容
8月8日後楽園ホールで開幕、9月19日後楽園ホールで優勝戦
レッドスターズは最終戦を前に首位のひめかから1点差以内に4人が残ったが、開幕2連戦で中野たむとジュリアを連破し波に乗ったひめかが追いすがる小波をランニング・パワーボムで撃破し、初出場ながらレッドスターズ代表となった。
ブルースターズは当初出場予定だった鹿島沙希が体調不良で欠場したため飯田沙耶が代打出場となった が、その中で順調に勝ち点を伸ばした林下詩美が最終戦のオープニングマッチで舞華を降して望みをつないだ朱里相手に時間切れドローで振り切り、2年ぶりの優勝決定戦進出となるブルースターズ代表となった。
優勝決定戦は前の試合での引き分けの疲れが残る林下が序盤からひめかのパワー殺法に苦しむが、最後はジャーマン2連発からのトーチャーラックボムで巨漢ひめかを沈め、前年、骨折で途中リタイヤという無念を晴らし初優勝を飾った。
各賞
- 優勝：林下詩美
- 準優勝：ひめか
- 敢闘賞：舞華
- 技能賞：AZM
- 殊勲賞：小波
- レッドスターズベストバウト賞：ジュリアvs中野たむ（9月13日福岡大会）
- ブルースターズベストバウト賞：林下詩美vs朱里（9月19日後楽園大会）

## 5★STAR GP 2021
参加20名
レッドスターズ
- 渡辺桃（4年連続5度目の出場） 12点 ※準優勝
- 岩谷麻優（8年連続8度目の出場） 11点
- スターライト・キッド（2年連続2度目の出場） 11点
- コグマ（7年ぶり2度目の出場） 11点
- ひめか（2年連続2度目の出場） 10点
- フキゲンです★（2年連続2度目の出場） 10点
- なつぽい（5年ぶり2度目の出場） 9点
- ジュリア（2年連続2度目の出場） 6点
- 白川未奈（初出場） 6点
- 鹿島沙希（2年ぶり4度目の出場） 4点

ブルースターズ
- 朱里（2年連続2度目の出場） 12点 ※優勝
- 上谷沙弥（2年連続2度目の出場） 11点
- 彩羽匠（Marvelous、7年ぶり3度目の出場） 11点
- 林下詩美（4年連続4度目の出場） 10点
- 中野たむ（5年連続5度目の出場） 10点
- 小波（5年連続5度目の出場） 10点
- 舞華（2年連続2度目の出場） 9点
- ウナギ・サヤカ（初出場） 9点
- AZM（3年連続3度目の出場） 8点
- 琉悪夏（初出場） 0点

内容
史上最多20名参加で行われた今大会は7月31日・8月1日の横浜武道館2連戦で開幕。途中で新型コロナウィルス感染拡大の影響により5大会が中止となったが、後楽園大会の追加とカード編成の見直しを行い、予定通り9月25日の大田区総合体育館大会で優勝戦を行った。
レッドスターズは当初出場予定だった刀羅ナツコが左膝の負傷で欠場したためフキゲンです★が代打出場となり、ジュリアも9月9日に首の治療のため残り試合を欠場したが、代表争いは首位から2点差以内にひめか、渡辺桃、スターライト・キッドの3人が入る三つ巴となるものの、最終戦はひめかとキッドが共に敗れ、先にリーグ戦を終えていた渡辺がレッドスターズ代表となった。
ブルースターズは最終戦を前に1点差に5人が残る大混戦となったが、残り3人になって朱里vs彩羽匠が時間切れドローで朱里が先に抜けて代表の可能性を残した林下詩美の結果待ちとなったが、林下は中野たむに敗れて朱里がブルースターズ代表となった。
優勝決定戦は第0試合を済まして充分な休憩を取った渡辺が有利の見方も内容は総力戦の状態となり、最後は彩羽戦の疲れが残る朱里が死力を尽くしての打撃連発からの流炎で渡辺を降して初優勝した。
各賞
- 優勝：朱里
- 準優勝：渡辺桃
- 敢闘賞：ウナギ・サヤカ
- 技能賞：スターライト・キッド
- 殊勲賞：AZM
- レッドスターズベストバウト賞：岩谷麻優vsジュリア（8月1日横浜大会）
- ブルースターズベストバウト賞：朱里vs彩羽匠（9月25日大田区大会）

## 5★STAR GP 2022
参加26名
レッドスターズ
- 中野たむ（6年連続6度目） 16点 ※準優勝
- 舞華（3年連続3度目） 15点
- ひめか（3年連続3度目） 15点
- 世羅りさ（プロミネンス／初出場） 15点
- 朱里（3年連続3度目） 14点
- 林下詩美（5年連続5度目） 14点
- AZM（4年連続4度目） 14点
- コグマ（2年連続3度目） 14点
- 鹿島沙希（2年連続5度目） 12点
- SAKI（COLOR'S／推薦枠／初出場） 10点
- 桜井まい（初出場） 9点
- ウナギ・サヤカ（2年連続2度目） 4点
- 向後桃（初出場）[25] 4点

ブルースターズ
- ジュリア（3年連続3度目） 16点 ※優勝
- 岩谷麻優（9年連続9度目） 15点
- MIRAI（初出場） 15点
- 鈴季すず（プロミネンス／初出場） 15点
- 上谷沙弥（3年連続3度目） 14点
- スターライト・キッド（3年連続3度目） 14点
- 葉月（3年ぶり4度目） 14点
- 渡辺桃（5年連続6度目） 12点
- なつぽい（2年連続3度目） 12点
- 壮麗亜美（初出場） 11点
- 白川未奈（2年連続2度目） 10点
- 飯田沙耶（2年ぶり2度目） 4点
- 羽南（初出場） 4点

内容
史上最多26名参加で行われた今大会は7月30・31日の大田区総合体育館2連戦で開幕し、10月1日のプロレス初使用となる武蔵野の森総合スポーツプラザで優勝決定戦を行った。
最終日の試合順はブルースターズ公式戦を先に行った。最終戦前の成績状況から首位がジュリア、1点差に葉月と鈴季すずが追う三つ巴の状況となったが、先に登場した葉月が渡辺桃に敗れ、事実上の代表決定戦となったジュリアvsすずは時間切れドローとなり、このままジュリアがブルースターズ代表となった。
レッドスターズは最終戦を前にAZM・林下詩美・舞華・ひめか・中野たむ・朱里の6名が勝ち点14点で並ぶ大混戦となった。SAKIを降したたむが勝ち点を16とし、この時点で星を伸ばせなかったAZMと詩美、さらに公式戦でたむに負けていた舞華とひめかは脱落。勝てば連覇に王手となる朱里は世羅りさに敗れた結果、たむがレッドスターズ代表となった。
優勝決定戦はお互いに相手の得意技を掛け合う等の熱戦の末、ジュリアがグロリアスドライバーからのノーザンライトボムで前年途中リタイアの無念を晴らす初優勝を果たし、12月29日両国国技館大会でのワールド・オブ・スターダム王座への挑戦を表明した。
各賞
- 優勝：ジュリア
- 準優勝：中野たむ
- 敢闘賞：AZM
- 技能賞：MIRAI
- 殊勲賞：鹿島沙希
- レッドスターズベストバウト賞：舞華vsひめか（10月1日武蔵野の森大会）
- ブルースターズベストバウト賞：上谷沙弥vs鈴季すず（9月11日横浜大会）

### 出場権争奪リーグ戦
参加10名
Aブロック
- 壮麗亜美 8点 ※出場権獲得
- 吏南 4点
- 向後桃 4点
- 天咲光由 4点
- 月山和香 0点

Bブロック
- 飯田沙耶 5点 ※出場権獲得
- 桜井まい 5点 ※出場権獲得
- 琉悪夏 4点
- 妃南 3点
- レディ・C 3点

内容
6月4日の水戸市・リリーアリーナMITO大会から28日の後楽園ホール大会までA・Bブロックそれぞれのリーグ戦を行い、全体の得点上位3名が5★STAR GP本戦への出場権を獲得する。壮麗亜美が前評判通り4戦全勝でいち早く出場権を獲得して迎えた最終戦の後楽園大会で、勝てば出場権獲得だった吏南が向後桃に敗れ脱落。続いて行われた3点同士の対戦は飯田沙耶が妃南を破り、2年ぶりに出場決定。残り1枠は引き分けでも出場決定の琉悪夏を桜井まいが下し、逆転で初出場を決めた。

## 5★STAR GP 2023
リーグ冠スポンサーにソフトバンクが就任したため、正式な大会名は「STAR☆VERSE Presents 5★STAR GP 2023 Supported by SOFTBANK」となった。
参加20名
レッドスターズ
- 鈴季すず（2年連続2度目） 12点 ※優勝
- 刀羅ナツコ（3年ぶり4度目） 12点
- 岩谷麻優（10年連続10度目） 11点
- 中野たむ（7年連続7度目） 11点
- 朱里（4年連続4度目） 11点
- なつぽい（3年連続4度目） 11点
- 葉月（2年連続5度目） 10点
- 壮麗亜美（2年連続2度目） 8点
- スターライト・キッド（4年連続4度目） 4点
- 上谷沙弥（4年連続4度目） 0点

ブルースターズ
- 舞華（4年連続4度目） 12点 ※準優勝
- ジュリア（4年連続4度目） 11点
- 渡辺桃（6年連続7度目） 10点
- MIRAI（2年連続2度目） 10点
- 安納サオリ（初出場） 10点
- 白川未奈（3年連続3度目） 9点
- 林下詩美（6年連続6度目） 8点
- AZM（5年連続5度目） 8点
- 羽南（2年連続2度目） 6点
- マライア・メイ（初出場） 6点

内容
出場メンバーを20名に絞って行われる今大会はまず5月27日に最初の18名を発表。残りの2名は、6月18日の汐留大会で「出場者争奪ランブル」を行い、勝ち上がった羽南とマライア・メイが出場権を獲得した。
7月23日の大田区総合体育館大会で開幕。しかし、その開幕戦で上谷が負傷し残り全試合で不戦敗となり、その他にも林下、スターライト・キッド がリーグ戦途中で負傷欠場し、なつぽいも最終日後に負傷欠場に入るなど、負傷者が続出した。
横浜武道館で行われた最終日のレッドスターズは刀羅ナツコ、中野たむ、朱里、鈴季すずの4人の争いとなり、最終戦でまず登場した朱里は壮麗亜美に丸め込まれて脱落、続いて登場した刀羅は勝てばその時点で決勝進出だったが葉月に敗れ、鈴季に直接対決で敗れている刀羅も脱落。最後に登場した中野もなつぽいに敗れ、上谷に不戦勝の鈴季がレッドスターズ代表となった。
ブルースターズは舞華、MIRAI、白川未奈が優勝争いに残ったが、わずかに逆転の可能性を残した白川が安納サオリに敗れ脱落、舞華とMIRAIの直接対決は舞華が制してブルースターズ代表となった。
優勝決定戦は鈴季が初披露のスカイツイスタープレスで勝利し、2度目の出場で初優勝。11月18日の大阪府立体育会館大会でのワールド王座挑戦を表明した。
各賞
- 優勝：鈴季すず
- 準優勝：舞華
- 殊勲賞：なつぽい
- 敢闘賞：刀羅ナツコ
- 技能賞：AZM
- レッドスターズベストバウト賞：鈴季すずvs葉月（9月23日仙台大会）
- ブルースターズベストバウト賞：舞華vsMIRAI（9月30日横浜大会）

## 5★STAR GP 2024
参加28名
レッドスターズAブロック
- 舞華（5年連続5度目） 12点 ※優勝
- なつぽい（4年連続5度目／ワンダー・オブ・スターダム王座枠） 9点 ※決勝トーナメント準々決勝敗退
- 小波（3年ぶり6度目） 6点
- 葉月（3年連続6度目） 6点
- 愛海（センダイガールズ／初出場） 5点
- 琉悪夏（3年ぶり2度目）[33] 3点
- 水森由菜（初出場／出場者決定トーナメント代表） 0点

レッドスターズBブロック
- 岩谷麻優（11年連続11度目／IWGP女子王座枠） 10点 ※決勝トーナメント準決勝敗退
- AZM（6年連続6度目） 8点 ※決勝トーナメント準々決勝敗退
- 星来芽依（初出場／ハイスピード王座枠） 8点 ※決勝トーナメント進出者決定巴戦敗退
- 稲葉ともか（JTO／初出場／QUEEN of JTO枠） 8点 ※決勝トーナメント進出者決定巴戦敗退
- 渡辺桃（7年連続8度目） 4点
- 飯田沙耶（2年ぶり3度目） 4点
- 中野たむ（8年連続8度目） 0点

ブルースターズAブロック
- 朱里（5年連続5度目） 8点 ※決勝トーナメント準々決勝敗退
- スターライト・キッド（5年連続5度目／スパーク女子ワールド王座枠） 8点 ※決勝トーナメント準々決勝敗退
- 安納サオリ（2年連続2度目） 7点
- アナ・ジェイ（AEW／初出場） 6点
- コグマ（2年ぶり4度目） 6点
- ジーナ（初出場） 4点
- 天咲光由（初出場／出場者決定トーナメント代表） 3点

ブルースターズBブロック
- 上谷沙弥（5年連続5度目） 8点 ※準優勝
- 羽南（3年連続3度目） 7点 ※決勝トーナメント準決勝敗退
- 鈴季すず（3年連続3度目／前年覇者枠） 7点 ※決勝トーナメント進出者決定戦敗退
- 鹿島沙希（2年ぶり6度目） 6点
- 世羅りさ（プロミネンス／2年ぶり2度目） 6点
- テクラ（初出場） 4点
- 八神蘭奈（初出場）[34] 4点

内容
史上最多28名参加となる今大会は初めて4ブロック制を採用し、各スターズA・B組の4ブロック7名ずつに分かれた。まず、7月23日の後楽園ホールと同27・28日の札幌市シャトレーゼ ガトーキングダム サッポロ2連戦で残る2名の出場者を決める出場者決定トーナメントを行った後に8月10日の横浜武道館で開幕して同25日の山形ビッグウイングまでの11会場（うち1会場は昼夜2大会制）でリーグ戦を行い、各ブロックの上位2名ずつが決勝トーナメントに進出。同28日の新宿FACEで準々決勝、同31日の武蔵野の森スポーツプラザで準決勝と決勝が行われ、初めて8月中にリーグ戦が終わるスケジュールとなった。
決勝トーナメントの準々決勝を制したのはブルースターズが上谷沙弥と羽南、レッドスターズは舞華と岩谷麻優で、準決勝を勝ち上がった上谷と舞華による決勝は、舞華がハンマーロック式みちのくドライバーIIで上谷を降して大会初の全勝優勝を果たした。
優勝した舞華は、この日中野たむに渡ったワールド王座に9月14日のエディオンアリーナ大阪大会で挑戦することを表明。リーグ戦全勝優勝の挑戦者がリーグ戦全敗の王者に挑む構図となった。
各賞
- 優勝：舞華
- 準優勝：上谷沙弥
- 殊勲賞：羽南
- 敢闘賞：AZM
- 技能賞：スターライト・キッド
- レッドスターズAブロックベストバウト賞：舞華vs葉月（8月23日仙台大会）
- レッドスターズBブロックベストバウト賞：岩谷麻優vs渡辺桃（8月15日後楽園大会）
- ブルースターズAブロックベストバウト賞：安納サオリvsスターライト・キッド（8月15日後楽園大会）
- ブルースターズBブロックベストバウト賞：鈴季すずvsテクラ（8月20日大阪大会）

## 5★STAR GP 2025
リーグ冠スポンサーにサミーが就任したため、正式な大会名は「Sammy presents STARDOM 5★STAR GP 2025 × リベパチ・リベスロ」となった。
参加32名
レッドスターズAブロック
- 上谷沙弥（6年連続6度目／ワールド・オブ・スターダム王座枠） 12点 ※決勝トーナメント準々決勝敗退
- ビー・プレストリー（6年ぶり2度目） 10点 ※決勝トーナメント1回戦敗退
- 羽南（4年連続4度目） 9点 ※決勝トーナメント1回戦敗退
- 星来芽依（2年連続2度目／ハイスピード王座枠） 7点
- 稲葉あずさ（JTO／初出場／JTO GIRLS王座&QUEEN of JTO枠） 6点
- 水森由菜（2年連続2度目） 4点
- レディ・C（初出場） 4点
- 月山和香（初出場） 4点

レッドスターズBブロック
- なつぽい（5年連続6度目） 10点 ※決勝トーナメント準々決勝敗退
- AZM（7年連続7度目／STRONG女子王座枠） 9点 ※決勝トーナメント準決勝進出
- 吏南（初出場） 9点 ※決勝トーナメント準決勝進出
- スターライト・キッド（6年連続6度目／ワンダー・オブ・スターダム王座枠） 8点
- 刀羅ナツコ（2年ぶり5度目） 8点
- 稲葉ともか（JTO／2年連続2度目） 8点
- 玖麗さやか（初出場） 4点
- 梨杏（初出場） 0点

ブルースターズAブロック
- 安納サオリ（3年連続3度目） 11点 ※決勝トーナメント準決勝進出
- 壮麗亜美（2年ぶり3度目） 10点 ※決勝トーナメント1回戦敗退
- ボジラ（初出場） 10点 ※決勝トーナメント1回戦敗退
- 飯田沙耶（2年連続4度目） 8点
- 琉悪夏（2年連続3度目） 7点
- 天咲光由（2年連続2度目） 6点
- さくらあや（初出場／センダイガールズワールドジュニア王座枠） 4点
- 姫ゆりあ（初出場） 0点

ブルースターズBブロック
- Sareee（初出場／IWGP女子王座枠）11点 ※決勝トーナメント準々決勝敗退
- 鈴季すず（4年連続4度目） 10点 ※決勝トーナメント準々決勝敗退
- 渡辺桃（8年連続9度目） 8点 ※決勝トーナメント準決勝進出
- HANAKO（初出場） 7点
- 小波（2年連続7度目） 6点
- 妃南（初出場／フューチャー・オブ・スターダム王座枠） 6点
- 八神蘭奈（2年連続2度目） 6点
- 向後桃（3年ぶり2度目） 2点

内容
史上最多となる32名が参加する今大会は4ブロック制を採用して7月27日の大田区総合体育館で開幕し、8月17日のアクトシティ浜松までの11会場（うち1会場は昼夜2大会制）でリーグ戦を行い、各ブロックの上位3名ずつが決勝トーナメントに進出。同20日の後楽園ホールで各スターズの異なるブロックの2位と3位で1回戦を行い、勝者が続く準々決勝で各スターズのブロック1位と対戦して勝者が準決勝に進出。同23日の大田区総合体育館で準決勝と決勝が行われる予定。